# Ivan Tričkovski
Ivan Tričkovski (mazedonisch Иван Тричковски; * 18. April 1987 in Skopje, SFR Jugoslawien) ist ein nordmazedonischer Fußballspieler, der seit 2016 bei AEK Larnaka auf Zypern unter Vertrag steht.

## Karriere

### Verein
In seiner bisherigen Profikarriere war er, außer in seiner Heimat Mazedonien, auch noch in Serbien, Zypern, Belgien, in den Vereinigten Arabischen Emiraten und Polen tätig. Während dieser Zeit gewann er mit den verschiedenen Klubs insgesamt elf nationale Titel und wurde 2011 zum besten mazedonischen Fußballer gewählt.

### Nationalmannschaft
Am 20. August 2008 debütierte Tričkovski beim Spiel gegen Luxemburg in der mazedonischen A-Nationalmannschaft. Für die EM 2021 wurde er in den nordmazedonischen Kader nominiert, kam aber mit diesem nicht über die Gruppenphase hinaus. Bis zu diesem Zeitpunkt absolvierte er 66 Länderspiele und traf dabei sieben Mal. Nach dem Turnier wurde er nicht wieder für die Auswahl nominiert.

## Erfolge
- Mazedonischer Pokalsieger: 2007, 2008
- Mazedonischer Meister: 2008
- Zyprischer Meister: 2011
- Zyprischer Superpokalsieger: 2012, 2018
- Pokalsieger der Vereinigten Arabischen Emirate: 2015
- Ligapokalsieger der Vereinigten Arabischen Emirate: 2015
- Polnischer Meister: 2016
- Polnischer Pokalsieger: 2016
- Zyprischer Pokalsieger: 2018

## Auszeichnungen
- Mazedonischer Fußballer des Jahres: 2011